# 沈壽崇
沈壽崇（16世紀—1643年），字宗山，號旭海，南直隸寧國府宣城縣人，明朝軍事人物。

## 生平
沈壽崇是都督沈有容之子，萬曆四十年（1612年）中舉人，崇禎元年（1628年）成武進士，獲授興都正留守，十六年（1643年）時因為忤逆巡按御史李振聲被彈劾，三個月後李自成攻打承天府，巡撫宋一鶴要求他視事，他嘆道：「我可以解職後得起用嗎？」作詩吟曰：「撃楫向中流，孤懷曉夜愁，梅花傳楚笛，竹葉祭吳鈎。國恥非難雪，君恩未易酧，盈盈頁生淚，猶灑漢江秋。」次日城陷，他穿好冠服向北面拜，大罵賊人後被斬殺，臨死前說：「我得死所了。」兒子同時遇害。之後朝廷得知此時，追贈他都督僉事，賜祭葬，蔭一子為錦衣衛百戶，建祠祭祀；清朝乾隆四十一年（1776年）賜諡烈愍。